# Río Verde (Chile)
Río Verde es una comuna de la zona austral de Chile, ubicada en la Provincia de Magallanes, Región de Magallanes y de la Antártica Chilena. Su municipalidad tiene asiento en villa Ponsomby.
El territorio continental de Río Verde se halla próximo a la península de Brunswick, donde se sitúa la ciudad de Punta Arenas. El territorio insular corresponde principalmente a la isla Riesco, separada del continente por el seno Skyring al norte, el seno Otway al sur y el estrecho canal Fitz Roy al este.

## Historia
Los primeros habitantes del territorio ocupado por esta comuna, fueron los pueblos aonikenk y kawésqar. Diversos estudios señalan que la presencia humana en la zona data del 6.000 a.c.
El primer explorador europeo que navegó por los canales interiores del actual territorio de la comuna fue el navegante español Juan Ladrilleros, quien por error se habría internado desde el canal Jerónimo, a mediados del siglo XVI, en honor al cual se bautizó el cerro Ladrillero, ubicado en la isla Riesco. En 1829, la primera expedición del bergantín Beagle, al mando del teniente Robert Fitz Roy, recorrió los mares de la zona.
En 1877 el gobierno de Chile encomendó al capitán Juan José Latorre, al mando de la corbeta Magallanes, un viaje de reconocimiento a la zona. Los primeros colonos, chilenos y europeos, se establecieron hacia fines del siglo XIX y comienzos del siglo XX, atraídos por los yacimientos mineros de carbón y por las amplias planicies para la cría de ganado.
La comuna fue fundada oficialmente mediante el Decreto con Fuerza de Ley 8582 del 30 de diciembre de 1927, perteneciendo a la agrupación de comunas que conformaba la provincia de Magallanes, siendo encabezadas por la municipalidad de Punta Arenas. En 1979 se fijaron nuevos límites y se estableció a Cruz del Sur como capital comunal, la cual fue trasladada a Río Verde mediante la Ley 18715 del 13 de junio de 1988; La municipalidad fue establecida mediante el Decreto con Fuerza de Ley 1-2868 del 15 de octubre de 1980, y en agosto de 2003 se trasladó a sus nuevas dependencias en la antigua Hostería "Río Verde" en Villa Ponsomby.
En las elecciones municipales de 2008 se presentó un solo candidato a alcalde en la comuna, la UDI Tatiana Vásquez, que obtuvo el triunfo con 357 votos válidos, 38 nulos y 49 en blanco.

## Medio ambiente

### Geomorfología y componentes abióticos
La comuna de Río Verde se encuentra emplazada en las unidades geomorfológicas de Cordillera patagónica insular, Cordillera patagónica de lagos y ríos de control tectónico y Pampa magallánica; y presenta según la clasificación climática de Köppen clima de tundra (ET), clima mediterráneo frío de lluvia invernal (Csc) y clima templado lluvioso frío (Cfc). Esta además se halla entre las cuencas hidrográficas de Costeras e Islas entre el río Hollemberg y el Golfo Almirante Laguna Blanca, Costeras entre Laguna Blanca, Seno Otway, canal Jerónimo y estrecho de Magallanes y Vertiente del Atlántico. Además, la comuna posee diversos cuerpos de agua, entre los que se destacan la lago de la Botella, lago Titus y laguna Palomares, lago Riesco; y río Azocar, río Boer, río Bueno, río Contardi, río de las Cabras, río de los Pozos, río del Medio, río Grande, río Haase, río Kaiser, río León, río Nutria, río Pascua, río Pérez, río Pico, río Pinto, río Prat, río Vaquería y río Verde.

### Componentes bióticos
Dentro del territorio de la comuna se pueden hallar los siguientes ecosistemas:
- Bosque caducifolio templado-antiboreal andino donde predominan Nothofagus pumilo y Maytenus disticha (Preocupación menor)
- Bosque mixto templado-antiboreal andino donde predominan Nothofagus betuloides y Nothofagus pumilio (Preocupación menor)
- Bosque siempreverde antiboreal costero donde predominan Nothofagus betuloides y Embothrium coccineum (Preocupación menor)
- Bosque siempreverde templado-antiboreal costero donde predominan Nothofagus betuloides y Drimys winteri (Preocupación menor)
- Estepa templada oriental donde predominan Festuca gracillima y Chiliotrichum diffusum (Preocupación menor)
- Herbazal antiboreal andino donde predominan Nassauvia pygmaea y Nassauvia lagascae (Preocupación menor)
- Matorral arborescente caducifolio templado-antiboreal andino donde predominan Nothofagus antarctica y Chiliotrichum diffusum (Preocupación menor)
- Matorral bajo templado antiboreal andino donde predominan Bolax gummifera y Azorella selago (Preocupación menor)
- Zonas geográficas hinóspitas sin vegetación (Sin información)
- Turbera antiboreal costera donde predominan Astelia pumila y Donatia fascicularis (Preocupación menor)
- Turbera templada-antiboreal interior donde predominan Sphagnum magellanicum y Schoenus antarcticus (Preocupación menor)

### Medidas de protección ambiental y conflictos socioambientales
Hasta 2022, la comuna de Río Verde cuenta con las siguientes zonas que poseen algún nivel de protección ambiental:
- Área Marina Costera Protegida Francisco Coloane (Área Marina Costera Protegida)[15]
- Canal Fitz Roy (Sitios ERB)[16]
- Parque Nacional Kawésqar (Parque Nacional)[17]
- Reserva Nacional Kawésqar (Reserva Nacional)[18]

## Demografía

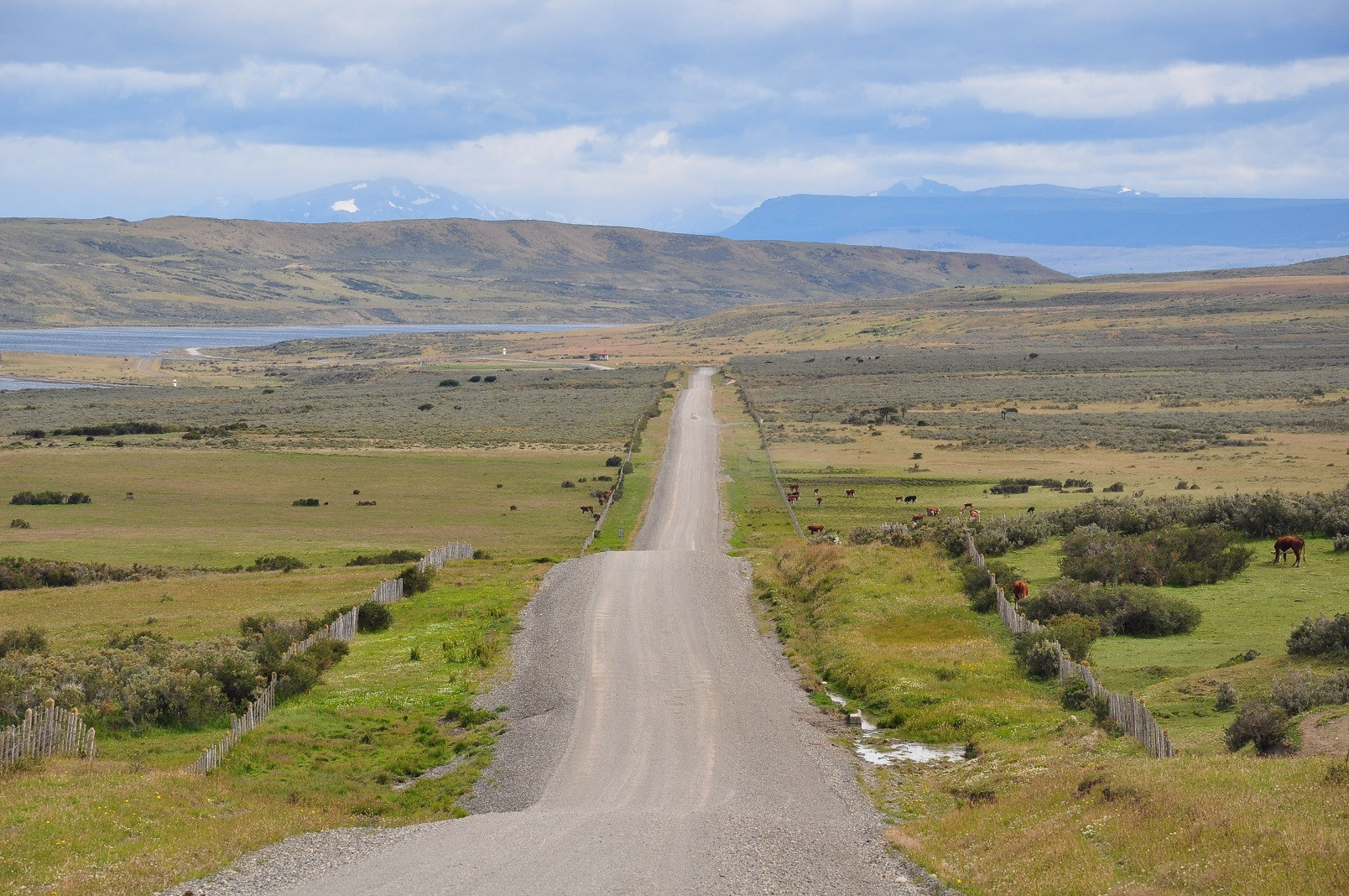
Carretera Y-50 hacia la Estancia Rio Verde. En el otro lado del Canal Fitz Roy se puede ver la Isla Riesco

La población de la comuna es de 368 habitantes, de los cuales 272 (73,91%) son varones. No hay centros urbanos y los habitantes residen en su mayor parte en estancias ovejeras. Sin embargo, de acuerdo al INE la comuna cuenta con tres caseríos permanentes:
- Río Verde
- Puerto Curtze
- Villa Ponsomby

## Administración

### Municipalidad
La Municipalidad de Río Verde para el periodo 2021-2024 es dirigida por la alcaldesa Sabina Ballesteros Vargas (Unión Demócrata Independiente - Chile Vamos) y el concejo municipal conformado por los concejales:
- Peter Maclean Muñoz (IND - Chile Vamos Renovación Nacional - IND)
- Margarita Jutronich Ivanovich (Unión Demócrata Independiente)
- Rodrigo Alejandro Concha Paeile (Unión Demócrata Independiente)
- Sergio Eledicio Fortes Marshall (Unión Demócrata Independiente)
- Tatiana Vásquez Barrientos (Unión Demócrata Independiente)
- Jorge Andrés Espinoza Vásquez (IND - Unidad Por el Apruebo PS PPD e IND)

### Representación parlamentaria
Río Verde forma parte de la Circunscripción Senatorial XV y del Distrito Electoral 28. Es representada en la Cámara de Diputados del Congreso Nacional por los siguientes diputados:
- Christian Matheson Villán (IND - Evópoli)
- Javiera Morales Alvarado (IND - Convergencia Social)
- Carlos Bianchi Chelech (Independiente)

En el Senado, la representan:
- Alejandro Kusanovic Glusevic (IND - RN)
- Karim Antonio Bianchi Retamales (Independiente)

## Economía
En 2018, la cantidad de empresas registradas en Río Verde fue de 7. El Índice de Complejidad Económica (ECI) en el mismo año fue de -1,3, mientras que las actividades económicas con mayor índice de Ventaja Comparativa Revelada (RCA) fueron Cría de Ganado Ovino y/o Explotación Lanera (3485,96), Cultivo de Trigo (0,0) y Transporte por Tuberías (0,0).

## Cultura
El Santuario de la Virgen de Montserrat es un importante centro religioso en la comuna, donde cada año, durante la segunda semana de enero, se celebra una fiesta que atrae a visitantes de la región. Además, Río Verde mantiene vivas sus tradiciones rurales a través de rodeos públicos que se realizan en distintas épocas del año.
La comuna también cuenta con obras de interés cultural, como la escultura al aire libre "La Magallánica" de la escultora chilena Paola Vezzani, una metáfora de la historia, el paisaje y la biodiversidad de Río Verde.

## Lugares de Interés
La pesca deportiva es una actividad destacada en el Río Grande, en Isla Riesco, y en el Río Pérez, en el continente. Otro punto de interés es el Hito "Vapor de los Amigos", ubicado en un mirador con vistas al seno Skyring y el canal Fitz Roy, donde se encuentran los restos del vapor encallado en 1881.
La Estancia Olga Teresa es conocida por albergar la condorera más grande de la Patagonia chilena, con una población de cerca de 100 cóndores. También se puede visitar el Parque Ñandú, que ofrece servicios de agroturismo en el acceso a la comuna.
Entre los recorridos turísticos se incluye la visita a la Estancia Fitz Roy en Isla Riesco y la Estancia Río Verde, que permiten experimentar la vida rural de la región. Además, los fiordos, ventisqueros y el avistamiento de fauna típica de la zona son atractivos clave para los amantes de la naturaleza. Finalmente, la comuna también cuenta con termas, ofreciendo un espacio de relajación natural.